# Kamer van Koophandel (Luxemburg)
De Kamer van Koophandel is een van de vijf beroepskamers in het groothertogdom Luxemburg, zij wordt in Luxemburg Chambre de Commerce of Handelskummer genoemd. De Kamer van Koophandel vertegenwoordigt alle Luxemburgse ondernemingen die actief zijn in de industrie, handel, bank- en financiële sector, diensten, verzekeringen en horeca. Zij zet zich onder andere in door hun belangen te verdedigen en diensten aan te bieden om hen te ondersteunen en in staat te stellen hun concurrentievermogen te vergroten, de uitdagingen van de toekomst aan te gaan en hun activiteiten te ontwikkelen en in stand te houden voor de Luxemburgse samenleving.

## Geschiedenis
In 1803 werd in Nederland, toen nog de Bataafse Republiek, de eerste Kamer van Koophandel geopend. In 1815 werd het voormalig hertogdom Luxemburg opgewaardeerd tot groothertogdom. Luxemburg werd bestuurd als de achttiende provincie van het Verenigd Koninkrijk der Nederlanden. Als gevolg van het Verdrag van Londen werd Luxemburg opgedeeld in 1839, waarmee de onafhankelijkheid van het groothertogdom een basis kreeg. Bij besluit van koning Willem II werd in 1841 de Luxemburgse Kamer ingesteld, "voor de ontwikkeling van handel en industrie in het Groothertogdom Luxemburg". Eerste voorzitter werd de orangist Ferdinand Pescatore.
In 1924 werd de Kamer van Koophandel een van de vijf Luxemburgse beroepskamers, naast de:
- Kamer van Ambachtslieden (Chambre des Métiers / Handwierkerkummer)
- Kamer van Landbouw (Chambre d'Agriculture / Landwirtschaftskummer)
- Kamer van Particuliere Medewerkers (Chambre des Employés Trivés / Privatbeamtekummer)
- Kamer van Arbeid (Chambre de Travail / Aarbechterkummer)

In 1964 werd de Kamer van ambtenaren en overheidspersoneel (Chambre des fonctionnaires et employés publics / Staatsbeamtekummer) opgericht. In 2009 gingen de Chambre des Employés Privés en de Chambre de Travail op in de Chambre des salariés (Salariatskummer).
De Kamer van Koophandel is lid van de overkoepelende organisatie Union des entreprises luxembourgeoises (UEL).

## Taken
In 2010 werden als taken van de Kamer van de Koophandel wettelijk vastgelegd:
1. Interveniëren in het wetgevingsproces door adviezen op te stellen;
2. De oprichting en ontwikkeling van bedrijven ondersteunen en ondernemerschap bevorderen;
3. Economische en commerciële betrekkingen met het buitenland bevorderen;
4. Een onderwijs- en opleidingssysteem bevorderen dat beantwoordt aan de uitdagingen van het land en de behoeften van het bedrijfsleven;
5. Optreden als dienstverlener voor bedrijven en het publiek;
6. Het publiek informeren en het debat stimuleren als onafhankelijke partner en woordvoerder van het bedrijfsleven en de industrie.

## Voorzitters

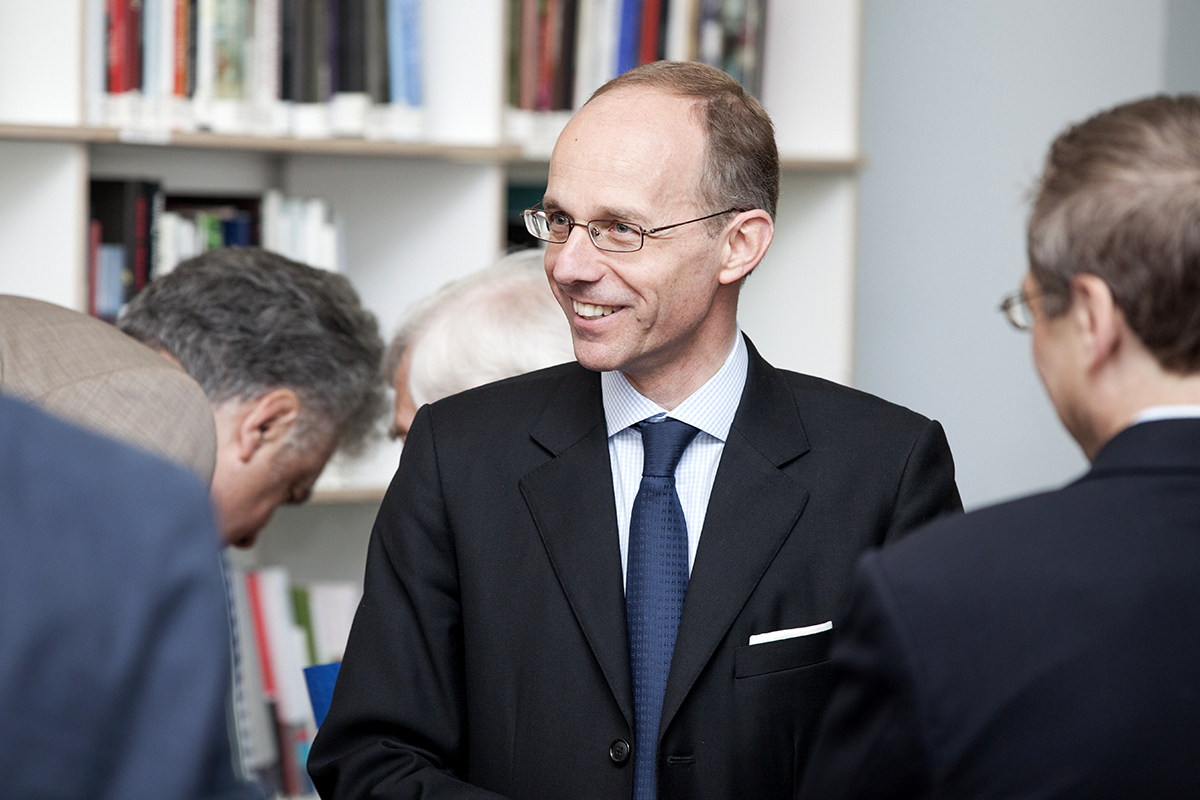
Voorzitter Luc Frieden in zijn eerdere rol als minister, tijdens een bezoek aan een conferentie van het Institute for European and International Studies (2013).

- 1841-1842 – Ferdinand Pescatore
- 1842-1852 – Antoine Schaefer
- 1852-1856 – Jacques Lamort
- 1857-1860 – François Krewinckel
- 1860-1863 – Ferdinand Schaefer
- 1863-1865 – Gabriel de Marie
- 1865-1872 – Jean Mersch-Wittenauer
- 1872-1875 – Dominique Victor Buck
- 1875-1879 – Jean Mersch-Wittenauer
- 1880-1883 – Dominique Victor Buck
- 1884-1895 – Édouard Metz
- 1895-1904 – Émile Metz
- 1904-1925 – Léon Metz
- 1925-1952 – Aloyse Meyer
- 1953-1959 – Félix Chomé
- 1959-1974 – Tony Neuman
- 1974-1992 – Emmanuel Tesch
- 1992-2004 – Joseph Kinsch
- 2004-2019 – Michel Wurth
- 2019-2023 – Luc Frieden
- 2023-heden  – Fernand Ernster